# 港务局
港务局是港口的管辖机构，世界上几乎所有港口都设有港务局。港务局可以分为三种类型，分别为行政机构、公益非營利法團以及商业化的公共企业。